# 安德魯·凱特里
安德魯·凱特里（英語：Andrew Ketterley），又稱安德魯舅舅（Uncle Andrew），是英國作家C·S·路易斯所著兒童奇幻小說《納尼亞傳奇》系列裡的一個虛構角色，為《魔法師的外甥》一書中的幾名主要人物之一，就是該書標題所指的「魔法師」。
在小說中，安德魯·凱特里是狄哥里‧寇克的舅舅，性格極為瘋狂，熱衷魔法實驗，打造通往別的宇宙的魔法戒指，不惜利用他的外甥當作實驗品；不過後來他陰差陽錯地與狄哥里等人一同見證了納尼亞世界的創世。

## 角色生平
安德魯·凱特里初登場時是一個未婚的老單身漢，與其妹妹莉蒂同居於倫敦；外貌看上去又高又瘦。其教母老李菲太太據稱是英國內最後幾個擁有仙子血統的人類，在她逝世前把一個裝有來自亞特蘭蒂斯的魔法粉塵的盒子交給安德魯，要求他把這個盒子銷毀，不過自私的安德魯並沒有照作。透過多年鑽研的魔法知識，他用粉塵製造了一些綠色和黃色的戒指，認為可通過它們穿越別的宇宙去，黃戒指代表「進入」、綠戒指代表「回來」。
一次，安德魯的妹妹梅貝兒由於重病而暫住他家，其外甥狄哥里與鄰家女孩波莉·普朗摩在探險時無意闖入安德魯舅舅的實驗室，安德魯舅舅伺機將他們當作試驗對象，狄哥里與波莉在觸摸黃戒指後被傳送到「界中林」內，之後輾轉從一個名叫查恩的世界帶回邪惡的白女巫賈迪絲。當白女巫發現安德魯只不過是個「上不了檯面的小魔法師」後，便大聲的命令對方為她做事，甚至打傷了莉蒂阿姨；安德魯舅舅不僅無法阻止這一切，反而還對白女巫的外貌十分著迷。
當白女巫在倫敦街頭引起騷動時，狄哥里用戒指將安德魯舅舅、波莉、馬車夫法蘭克和白女巫全部從人類世界送走，意外地來到剛創世的納尼亞中，一同見證了獅王亞斯藍創造納尼亞萬物的歷程。在這裡安德魯舅舅顯露出他貪婪的一面來，他見到任何東西都可在納尼亞的土壤中快速生長後，便開始夢想能在那裡種植出火車和戰艦以拿回英國販賣。當亞斯藍賜予一部分動物說話的能力之後，安德魯舅舅卻只聽到一些野獸的叫聲，令他備感恐懼。大部分的動物們誤以為安德魯舅舅是一棵樹，於是都善意地要將他埋起來，有的動物還根據他嘴裡最常發出的聲音將其命名為「白蘭地」，最終亞斯藍施法讓安德魯舅舅陷入沉睡，而後將他和狄哥里、波莉一同送回倫敦。
在安德魯舅舅的晚年都沒再碰過魔法，且變得較善良點，轉而與狄哥里一家共同住在鄉間的大房子內，但仍依舊念念不忘白女巫的美貌。

## 分析
美國學者艾倫·雅各布斯在他著作中分析：安德魯舅舅更像是一個瘋狂的科學家，「將科學家的語言和魔法師的實踐合併在一起」。雅各布斯也認為其實安德魯舅舅跟白女巫一樣「無比邪惡」，只是因為他的懶惰和輕浮才沒造成太大傷害；而白女巫則有著安德魯舅舅「只能夢想的權力」。

## 外部連結
- 安德魯‧凱特里 （页面存档备份，存于），迪士尼動畫王國